# Sciara (Giarre)
Sciara ('a Sciara in siciliano) è una frazione di Giarre, nella città metropolitana di Catania.

## Geografia fisica
La contrada si trova a monte dell'abitato giarrese, in posizione più elevata rispetto a Macchia.
Il territorio della frazione è attraversato dal torrente Macchia e dal torrente Cacocciola che ne delimita la parte sud.

## Storia
La parola shaâra in arabo significa "lingua di fuoco" e, nel caso specifico, pare si riferisse ad una fascia del territorio che fu attraversata dalle lave dell'Etna. Durante la dominazione aragonese, il toponimo di questa località veniva trascritto come Xara in lingua catalana.
Il paese, che fino alla metà del Novecento constava di piccole abitazioni rurali, nel 1924 fece erigere una chiesetta dedicata alla Madonna del Carmelo. Questa fu sottoposta canonicamente alla parrocchia di San Giovanni Montebello fino al 1959, quando divenne parrocchia autonoma. Il piccolo edificio di culto fu interamente ricostruito intorno al 1985 dopo che il sisma del 1971 l'aveva reso in parte inagibile.
A seguito dell'espansione edilizia, Sciara si è trasformata in una piccola borgata residenziale.

## Monumenti e luoghi d'interesse

### Chiesa Maria SS. del Carmelo

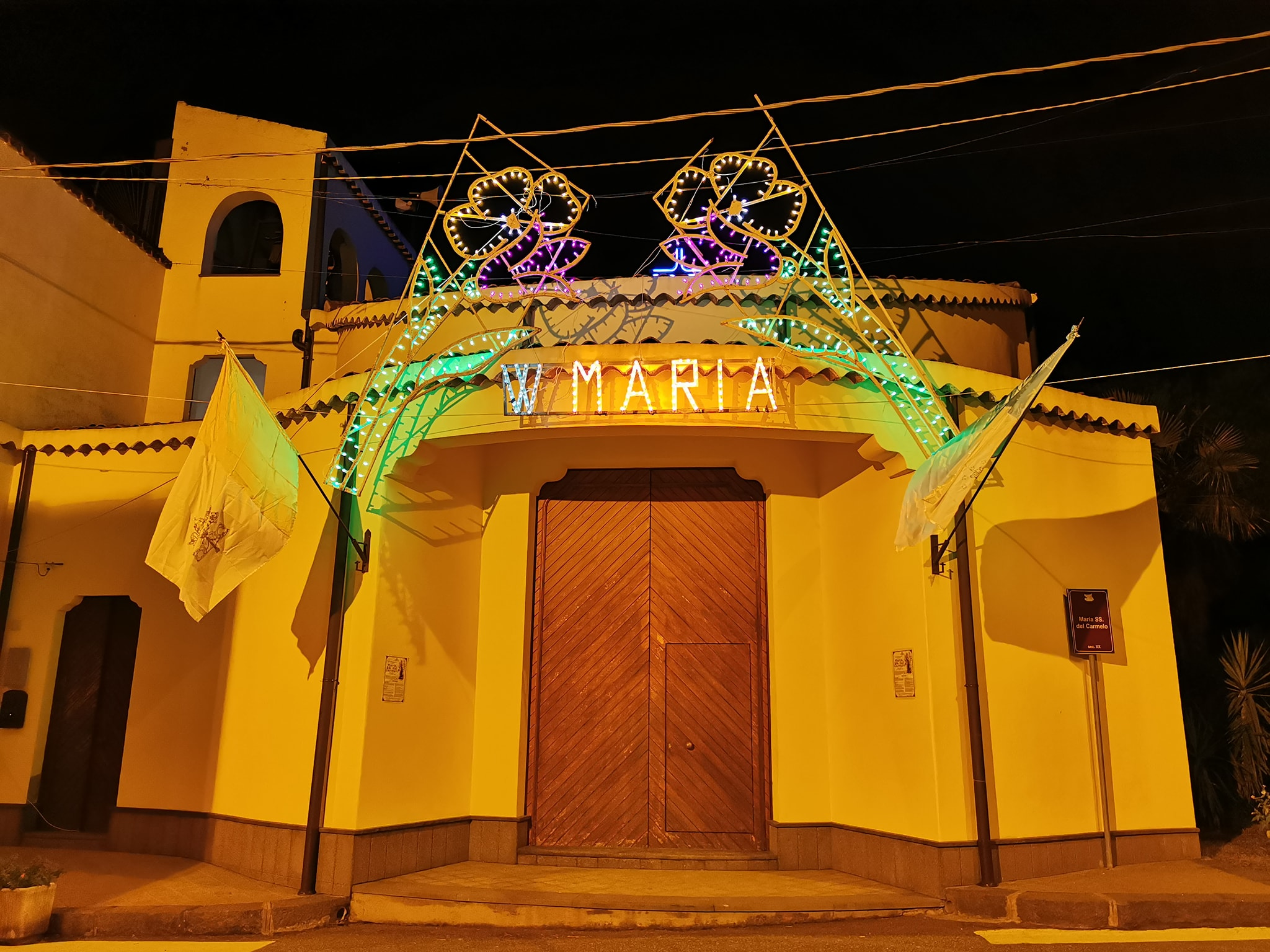
Facciata della nuova Chiesa di Sciara

Luogo d'interesse con cui si identificano gli abitanti della frazione è la chiesa parrocchiale dedicata alla Madonna del Carmelo che ivi è da secoli venerata. Fino ai primi del Novecento, la pietà e la devozione degli abitanti della frazione, trovava espressione in una edicola piuttosto rustica dove era collocata una effigie lignea della B.V. Maria del Carmelo alla quale si tributava culto e che veniva sin da allora solennemente festeggiata la prima domenica di settembre. 
L'idea di edificare una chiesa nasce nel 1924 quando la volontà degli abitanti portò alla creazione di un comitato esecutivo presieduto da Giuseppe Zinghirino che raccolse una somma di 400 lire le quali sommandosi alle 700 derivate dalla festa di quell'anno diedero impulso all'opera. L'idea di erigere una chiesa venne anche appoggiata dall'arciprete di Giarre don Tommaso Leonardi che ottenne l'autorizzazione dal Vescovo per avviare i lavori, fu così che il 3 settembre 1924 venne collocata solennemente la prima pietra. I lavori, a tratti rallentati, si conclusero con la consacrazione della Chiesa avvenuta il 6 aprile 1930 alla presenza dell'allora vescovo di Acireale mons. Evasio Colli. 
Nel 1936 venne donata alla chiesa la pregevole statua lignea della patrona, tutt'oggi custodita e venerata. 
L'edificio si presentava ad unica navata con arcate laterali ed era arricchito all'interno da delicati stucchi dorati di derivazione liberty presenti specialmente sull'altare maggiore. Adornavano l'interno delle stampe su tela raffiguranti il Sacro Cuore di Gesù, la Madonna del Rosario di Pompei e San Giuseppe. Il prospetto esterno su due livelli era di fattura molto semplice e lineare con la tradizionale facciata-campanile che attraverso una finestra bifora dava spazio alle campane. 
Il 24 agosto 1959 la chiesa di Sciara viene innalzata al rango di parrocchia.
Triste fu nel 1971 il terremoto che arrecò danni a molti edifici della zona. Danni notevoli vennero riportati dalla chiesa di Sciara, da quella del Calvario della vicina frazione di Macchia e da numerose case. L'evento sismico portò ad un progressivo deterioramento della struttura, che venne abbattuta negli anni Ottanta per dar spazio alla nuova chiesa solennemente inaugurata il 6 settembre 1987 e benedetta da mons. Giuseppe Malandrino. 
Il nuovo edificio, di maggiori dimensioni si presenta come una grande aula di forma vagamente ovale con due cappelle poste simmetricamente vicino all'ingresso e copertura in legno. L'altare, sistemato negli ultimi anni, è caratterizzato dalla presenza di stucchi dorati e 6 colonne corinzie ispirati alle forme della precedente chiesa che arricchiscono la Cappella che custodisce il simulacro ligneo della Madonna e da un organo a canne realizzato di recente. 

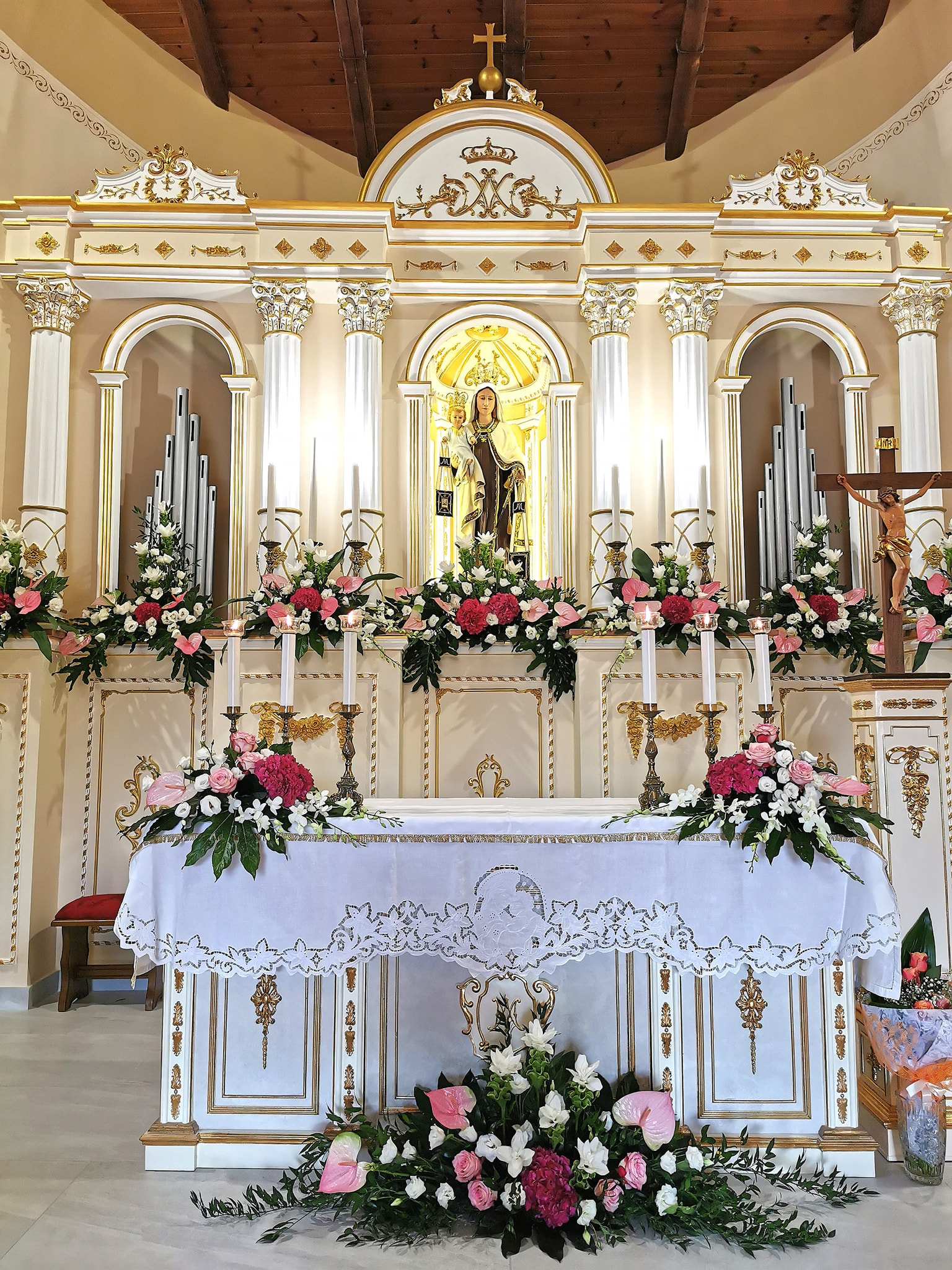
Interno della nuova chiesa di Sciara

Oltre alle stampe già citate, la chiesa possiede un quadro raffigurante il beato Giacomo Cusmano, le cui reliquie sono poste nell'altare, ed una Annunciazione del 1899.  Il crocifisso ligneo è opera recente, risale ai primi anni novanta.

Altra statua di particolare interesse e di modeste dimensioni è quella della Madonna del Carmine venerata a Sciara prima di quella attuale; essa è una statua in terracotta dipinta donata a Sciara dalla parrocchia del Carmine di Riposto e che presumibilmente è più antica di quella venerata a Riposto in quanto si ritiene sia il bozzetto preparatorio per la statua custodita nella parrocchia marinara.
Infine, pregevole testimonianza del passato è una stola settecentesca riccamente ricamata donata da un sacerdote e utilizzata dal parroco in eventi di elevata importanza. 
L'antica scuola materna ed elementare, attiva sino agli anni Novanta e di proprietà comunale, è affidata alla parrocchia, che la utilizza per attività di catechismo e ricreative nonché per custodire il fercolo in legno dorato utilizzato per la festa patronale.

## Eventi
Ogni anno viene organizzata in onore alla Madonna del Carmelo una festa religiosa nella prima domenica di settembre a cui partecipano numerosi pellegrini provenienti dai paesi limitrofi.

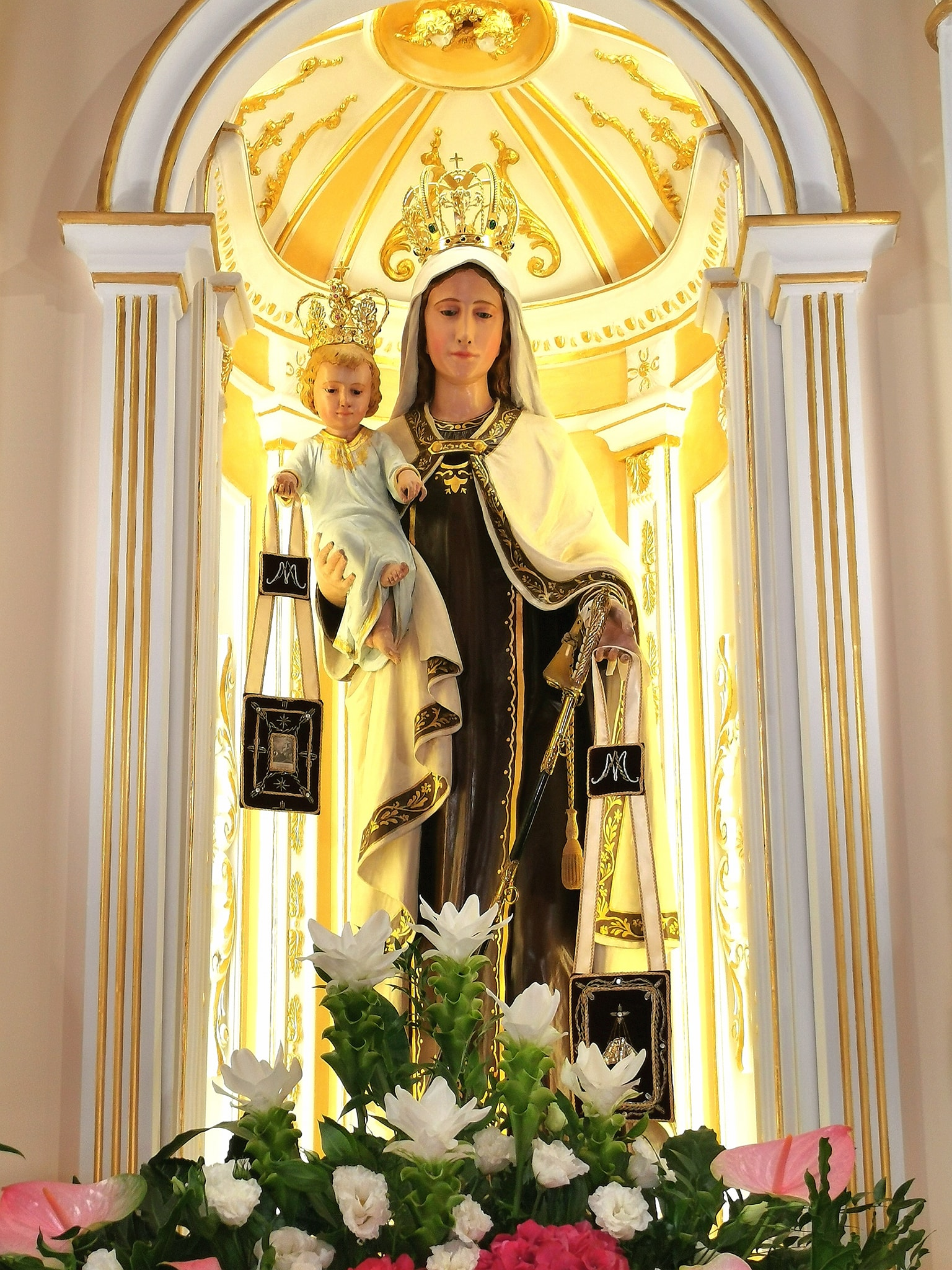
Simulacro ligneo della B.V. Maria del 1936